# Tăbăcire

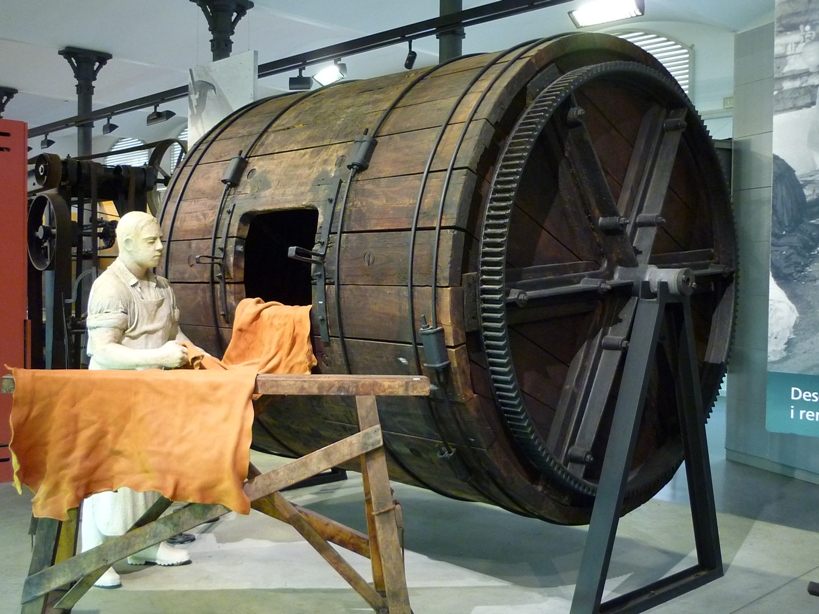
Instalaţie de tăbăcit la muzeul din Igualada, Spania

Tăbăcirea, dubirea sau argăsirea este procesul de prelucrare a pieilor și blănurilor, cu ajutorul diferitelor substanțe, pentru a le conferi acestora o durată de viață mai lungă, impermeabilitate, flexibilitate, elasticitate și rezistență.

## Metode tradiționale
În antichitate, tăbăcirea era considerată un procedeu nociv și se efectua în afara orașelor sau în mahalalele sărace. Acest lucru nu s-a schimbat mult nici în prezent datorită faptului că în metodele tradiționale de tăbăcire se degajă mirosuri urâte. În jurul anului 2500 î.e.n. sumerienii au fost cei care au început să folosească prima dată pielea, pe care o utilizau la îmbrăcarea roților căruțelor. 

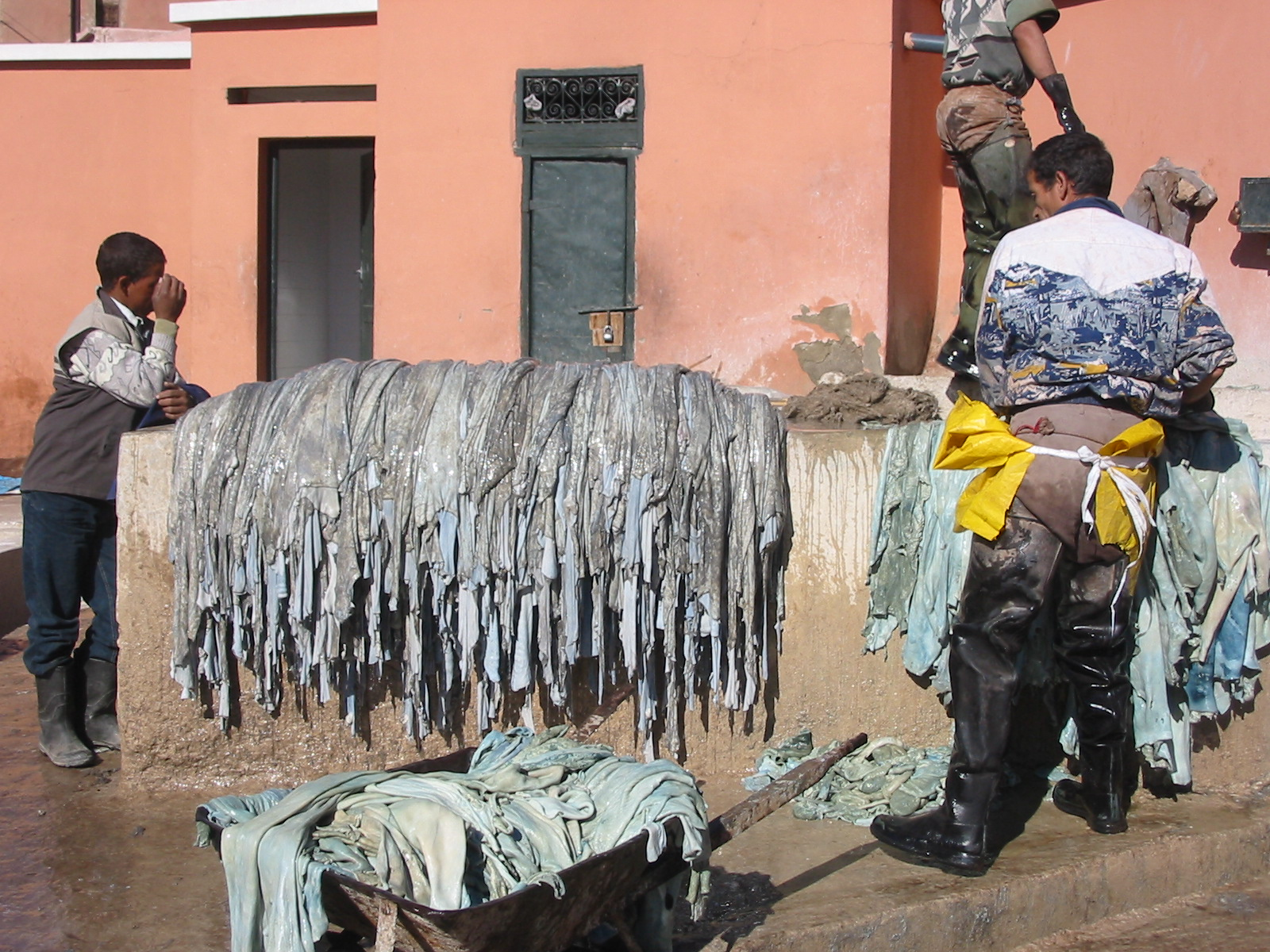
Piei tăbăcite în Marrakesh, Maroc

Cei care tăbăceau luau pieile le înmuiau în apă, aici îndepăratau resturile de carne și grăsimi de pe ele, apoi le muiau în urină pentru a muia blana și de a o face mai suavă după care o băgau în saramură. Odată ce pielea devenea flexibilă și suavă o raclau cu un cuțit pentru a-i îndepărta părul. Odată acest lucru obținut ungeau pieile cu balegă sau alte materii fecale animale sau cu o soluție realizată din creierul animalelor. De asemenea, mai erau tratate cu ulei de cedru, alaun și tanin și se întindea treptat odată cu pierderea apei și cu absorbirea soluțiilor de dubit. Resturile de la pieile tăbăcite se băgau într-un vas cu apă și se lăsau așa luni de zile, timp în care bucățile de piele se dezintegrau. Apoi vasul se punea pe foc pentru a scădea apa din el și astfel se obținea cleiul folosit la lipirea pieilor. În vechime din pielea dubită se realizau teci, ghete, cizme, hamuri, hățuri, șei, sandale, genți, armuri, curele sau ploști.

## În prezent
Prelucrarea pieilor începe prin tratarea acestora cu sare. Acest lucru se poate face prin presărarea cu sare umedă pe piei și apoi legarea acestora în pachete și lăsarea lor timp de 30 de zile sau prin introducerea pieilor în saramură timp de 16 ore după care se scoate, se clătește cu apă și se introduce într-o soluție de var care are rolul de a suaviza pielea. După aceasta se îndepărtează părul de pe suprafața pieilor cu ajutorul unor mașini de tuns sau cuțite. În funcție de tipul pielii, acestea se pot trata cu diferite enzime pentru a deveni mai moi. În ultima fază pieile sunt curățate de resturile de carne, grăsimi și piele, se lasă în apă o perioadă cuprinsă între 6 ore și 2 zile și pentru a le feri de distrugere prin creșterea unor culturi de bacterii pe suprafața acestora se tratează cu biocizi precum pentaclorofenol.
Tăbăcirea se poate realiza cu substanțe vegetale sau minerale. În tăbăcirea cu substanțe vegetale se folosește taninul. Taninul se extrage din scoarța unor copaci precum castan, stejar, tsuga, cireș, etc. Pieile se întind pe rame din lemn care apoi se scufundă într-o soluție de tanin. Pielea tăbăcită cu ajutorului taninului devine foarte moale și pentru aceasta este folosită în realizarea genților sau în tapițarea mobilei. 
În tăbăcirea minerală se folosește cromul. Tăbăcirea cu crom este mai rapidă decât cea vegetală și pieile brute tratate cu crom sunt albastre. Procesul de tăbăcire minerală durează mai puțin de o zi iar pielea astfel obținută este ideală pentru realizarea îmbrăcămintei din piele. 
Depinzând de scopul final, pielea poate fi ceruită, lubricată, injectată cu ulei, tunsă sau vopsită.